# Сторчак, Сергей Анатольевич
Серге́й Анато́льевич Сторча́к (р. 8 июня 1954 года, Олевск, Житомирская область, УССР, СССР) — российский государственный деятель, заместитель министра финансов Российской Федерации с 2005 до марта 2020 года.

## Биография
Трудовую деятельность начал в сентябре 1971 года транспортировщиком Краснодарского масложиркомбината, где работал до октября 1972 года.
В 1972—1974 годах служил в Советской армии ВС СССР.
С января 1975 года по август 1976 года — транспортный рабочий второго разряда Строительного управления № 207 Треста «Мосстрой-29».
В 1981 году окончил МГИМО по специальности «международные экономические отношения», член КПСС.
С 1981 по 1988 годы научный сотрудник Института мировой экономики и международных отношений АН СССР. Кандидат экономических наук (1985), тема диссертации — «Проблемы и противоречия государственно-монополистического регулирования вывоза ссудного капитала в развивающиеся страны».
Согласно опубликованным неофициальным данным, с 1988 года являлся сотрудником Первого главного управления КГБ СССР (внешняя разведка).
С 1988 по 1994 годы работал в МИД СССР, затем в МИД России. Был старшим референтом, позже вторым секретарем Постоянного представительства СССР, затем России при Отделении ООН и других международных организациях в Женеве.
С 1994 по 1998 годы заместитель руководителя департамента иностранных кредитов Минфина России.
С 1998 по 2004 годы заместитель председателя Внешэкономбанка.
В 2004 году назначен директором департамента международных финансовых отношений, государственного долга и государственных финансовых активов Минфина России.
27 октября 2005 года назначен заместителем министра финансов России; министерство тогда возглавлял Алексей Кудрин.
В июне 2006 года назначен заместителем полномочного представителя РФ в совете Евразийского банка развития.
3 марта 2020 года ушёл в отставку, заняв пост советника министра финансов Российской Федерации.
В марте 2021 года стал старшим банкиром ВЭБ.РФ.

## Уголовное дело
15 ноября 2007 года был задержан сотрудниками ФСБ и Следственного комитета при прокуратуре России. При обыске в квартире Сторчака была изъята сумма в один миллион долларов, которая впоследствии была признана законно приобретёнными средствами и возвращена.. По информации защиты, деньги предназначались на покупку загородного дома и были заработаны, когда Сторчак занимал должность замруководителя Внешэкономбанка и получал «сопоставимые суммы».
23 ноября 2007 года Сторчаку было предъявлено обвинение по статьям 30 и 159 УК России «Покушение на мошенничество, совершенное организованной группой в особо крупном размере». Вместе с председателем совета директоров Межрегионального инвестиционного банка Вадимом Волковым и гендиректором фирмы «Содэксим» Виктором Захаровым Сторчак подозревался в создании организованной группы с целью хищения денежных средств из федерального бюджета под предлогом покрытия затрат, понесённых компанией «Содэксим» в размере 43,4 млн долларов при урегулировании долга Республики Алжир. С ноября 2007 года находился под следствием по обвинению в покушении на хищение денежных средств из госбюджета России в особо крупном размере путём мошенничества и злоупотреблении должностными полномочиями, содержался в СИЗО Лефортово. Комментируя ход расследования дела Сторчака, глава Следственного комитета РФ А.Бастрыкин заявил, что «страну разворовывают лучшие умы».
26 апреля 2008 года Сторчак был освобождён от должности заместителя управляющего от России в Европейском банке реконструкции и развития.
21 октября 2008 года, пробыв под стражей 11 месяцев, освобождён под подписку о невыезде: Следственный комитет при прокуратуре (СКП) России принял решение об изменении меры пресечения Сторчаку и другим фигурантам дела «в связи с тем, что расследование дела завершено и обвиняемые, находясь на свободе, уже никак не могут повлиять на результаты следствия».
31 января 2011 года уголовное преследование прекращено «за отсутствием события преступления». В течение всего расследования Сторчака поддерживал и неоднократно публично за него вступался и ручался министр финансов РФ Алексей Кудрин. По свидетельству жены Людмилы Сторчак, Кудрин был единственным членом Правительства РФ, который выступил в защиту Сторчака. По её мнению, арест Сторчака преследовал цель поставить министра финансов под контроль «силовиков».
Компенсации за необоснованное содержание под стражей и нанесённый ему моральный ущерб Сторчак от государства не требовал, и она ему не выплачивалась.

## После освобождения

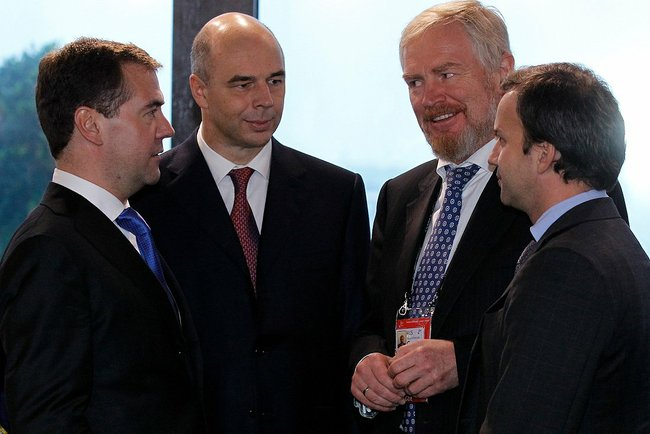
Перед началом рабочего заседания глав государств и правительств стран-участниц G20, 3 ноября 2011 года. Медведев, Силуанов, Сторчак, Дворкович

В марте 2011 года вышел из отпуска, в котором находился после ареста с ноября 2007 года. Министр А. Кудрин подписал приказ о новом распределении обязанностей между своими заместителями. Согласно новому функционалу, Сторчаку поручалось курировать департамент международных финансовых отношений, осуществление взаимодействия с международными финансовыми институтами, многосторонними форумами, а также вопросы государственной политики по международному развитию, интеграцию в СНГ и «Евразэс».
В мае 2011 года был назначен на должность заместителя управляющего от России в ЕБРР и на должность заместителя полномочного представителя России в совете Межгосударственного банка, сменив на этих должностях Д. Панкина.
В декабре 2011 года, вслед за своим бывшим начальником А. Кудриным предсказал начало новой рецессии в российской экономике.
В мае 2012 года после инаугурации Президента России В.Путина и формирования нового правительства Сторчак переутверждён в должности.

## Факты
Занимался консалтингом в сфере урегулирования долгов. Автор книг по вопросам финансовой политики
Исповедует православие; даже находясь в СИЗО Лефортово, регулярно посещал богослужения и причащался.
Свободно владеет английским и французским языками.

## Награды
- Орден Почёта (28 августа 2019 года) — за достигнутые трудовые успехи и многолетнюю добросовестную работу[17].
- Медаль ордена «За заслуги перед Отечеством» II степени (3 декабря 1999 года) — за большой вклад в развитие финансово-банковой системы Российской Федерации[18].
- Медаль «За вклад в создание Евразийского экономического союза» 2 степени (8 мая 2015 года, Высший совет Евразийского экономического союза)[19]
- Медаль «За вклад в развитие Евразийского экономического союза» (29 мая 2019 года, Высший совет Евразийского экономического союза)[20]
- Медаль «Данк» (16 июня 2017 года, Кыргызстан) — за активное участие в развитии кыргызско-российского социально-экономического сотрудничества и укреплении межгосударственных взаимоотношений[21][22]
- Медаль «МПА СНГ. 25 лет» (27 марта 2017 года, Межпарламентская ассамблея СНГ) — за заслуги в деле развития и укрепления парламентаризма, за вклад в развитие и совершенствование правовых основ функционирования Содружества Независимых Государств, укрепление международных связей и межпарламентского сотрудничества[23]

## Семья
Женат, супруга Людмила — преподаватель русского языка как иностранного, работала в Швейцарии, при ООН. В семье двое детей.

## Сочинения
- Долги и политика. — М.: Финансы и статистика, 1992. — 205 с. — ISBN 5-279-00986-5.
- Условные обязательства. — М.: АСТ, 2009. — 443 с. — ISBN 978-5-17-061386-1.
- Условные обязательства-2, или Очерки финансовой дипломатии. — М.: Зебра Е, 2012. — 767 с. — ISBN 978-5-905629-14-3.